# Monein
Monein (baskisch: Muneiñe, okzitanisch: Monenh) ist eine französische Gemeinde mit 4436 Einwohnern (Stand: 1. Januar 2022) im Département Pyrénées-Atlantiques in der Region Nouvelle-Aquitaine (vor 2016: Aquitanien). Monein gehört zum Arrondissement Pau (bis 2016: Arrondissement Oloron-Sainte-Marie) und zum Kanton Le Cœur de Béarn (bis 2015: Hauptort des Kantons Monein). Die Einwohner werden Moneinchons genannt.

## Geographie
Monein liegt in der historischen Provinz Béarn an den Flüssen Baysère und Luzoué sowie weiteren kleinen Flüssen. Monein wird umgeben von den Nachbargemeinden Lahourcade im Norden und Nordwesten, Pardies im Norden, Parbayse, Cuqueron, Arbus, Aubertin und Lacommande im Osten, Lasseube im Südosten, Estialescq und Goes im Süden, Precilhon und Cardesse im Südwesten sowie Lucq-de-Béarn im Westen.

## Bevölkerungsentwicklung
| Jahr                      | 1962  | 1968  | 1975  | 1982  | 1990  | 1999  | 2006  | 2011  | 2022  |
| Einwohner                 | 3.563 | 3.967 | 3.865 | 3.879 | 4.032 | 4.183 | 4.367 | 4.484 | 4.436 |
| Quelle: Cassini und INSEE |       |       |       |       |       |       |       |       |       |

## Wirtschaft
Die Weinbaugebiete Béarn und Jurançon reichen in die Gemeinde hinein.
Der Weinbau und die Käseherstellung sind die wichtigste Einnahmequellen des Ortes.

## Sehenswürdigkeiten
- Kirche Saint-Girons aus dem 15./16. Jahrhundert, im gotischen Stil erbaut, seit 1913 Monument historique
- Schloss und Park Monein
- Markthalle

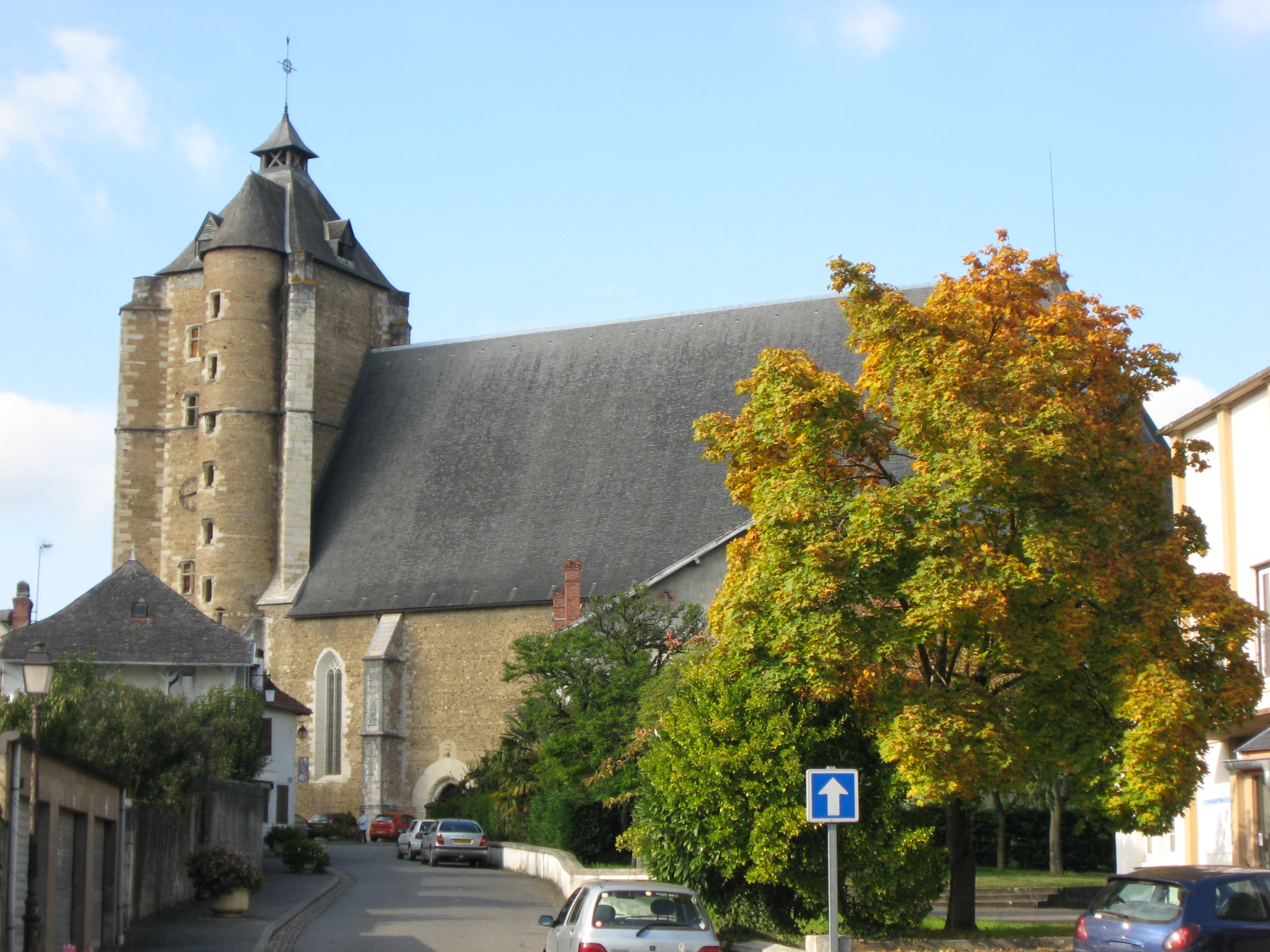
Kirche Saint-Girons
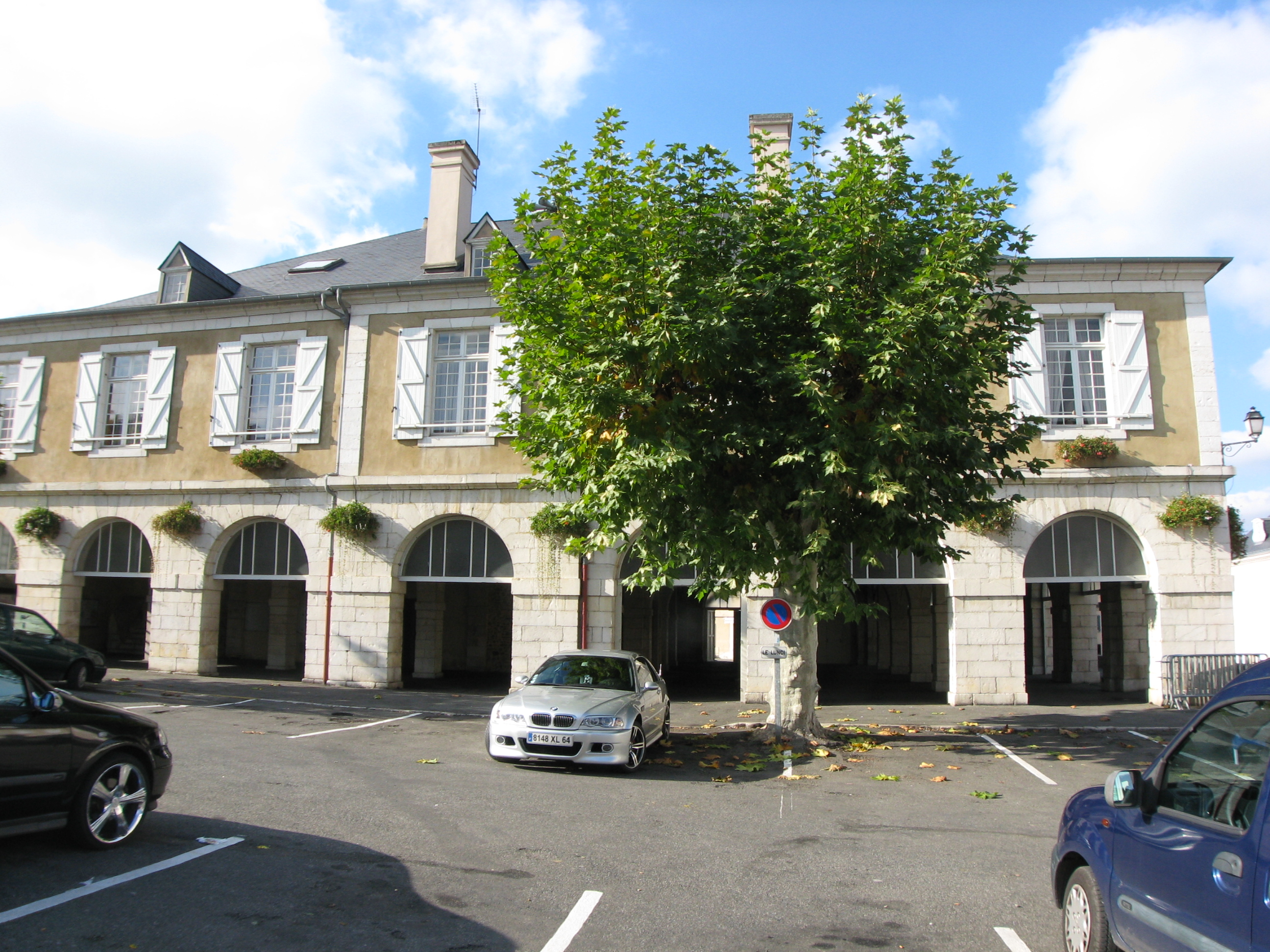
Markthalle

## Persönlichkeiten
- Raymond de Saint-Sever (?–1317), Bischof von Oloron, Kardinal (ab 1312) unter Clemens V., in Monein geboren